# Torsten Schmidt (Radsportler)
Torsten Schmidt (* 18. Februar 1972 in Schwelm) ist ein deutscher Radsporttrainer und ehemaliger Radrennfahrer.

## Sportliche Laufbahn
1988 wurde Torsten Schmidt zweifacher deutscher Meister, gemeinsam mit Holger Stach, Andreas Beikirch und Lars Teutenberg in der Mannschaftsverfolgung der Amateure sowie Junioren-Meister im Straßenrennen. 1992 errang er gemeinsam mit Beikirch den nationalen Titel im Zweier-Mannschaftsfahren.
Torsten Schmidt wurde 1993 zusammen mit Guido Fulst, Andreas Bach und Jens Lehmann Vize-Weltmeister in der Mannschaftsverfolgung auf der Bahn. Ab 1997 fuhr er für das Profiteam Roslotto-ZG Mobili, mit dem er auch zum ersten Mal an der Tour de France teilnahm, die er auf dem 136. Gesamtplatz beendete. 1999 feierte er mit dem Team Chicky World seine ersten Siege. Er gewann die Route Adélie und die Niedersachsen-Rundfahrt. Daraufhin wechselte er zum deutschen GSII-Team Gerolsteiner und konnte seinen Gesamtsieg bei der Niedersachsen-Rundfahrt wiederholen. 1998 gewann er Rund um Düren. Zwischen 1997 und 2007 fuhr er alle großen Landesrundfahrten und unzählige Weltcup-Strassenrennen.
In der Saison 2001 gewann Torsten Schmidt jeweils eine Etappe bei der Hessen-Rundfahrt und der Rheinland-Pfalz-Rundfahrt, bevor er erst wieder 2004 bei letzterer erfolgreich war. 2005 siegte er mit seiner Mannschaft beim Mannschaftszeitfahren Eindhoven. Ab 2006 fuhr Schmidt für das deutsche Professional Continental Team Wiesenhof-Akud. Seinen letzten Sieg feierte er 2006, als er eine Etappe der Internationalen Friedensfahrt für sich entschied.

## Berufliches und Privates
Nachdem sich das Team Wiesenhof Ende der Saison 2007 aufgelöst hatte, wechselte Schmidt als Sportlicher Leiter zum Team CSC, später Saxo Bank. Im Jahr 2011 war er Sportlicher Leiter beim Team Leopard Trek und wechselte in der Saison 2012 zum Katjuscha-Team. Zusätzlich war er ab August 2011 Nationaltrainer in der Schweiz, legte dieses Amt aber zwei Monate später nieder und wechselte zum Katusha-Team, für das er bis zum Saisonende 2018 arbeitete. Zur Saison 2022 wurde er Sportlicher Leiter bei Bora-hansgrohe.
Schmidt lebt mit seiner Familie in Bad Neuenahr-Ahrweiler und ist im Vorstand des RSV Sturmvogel Bad Neuenahr-Ahrweiler.

## Erfolge (Auswahl)
| 1988 - Deutscher Meister – Mannschaftsverfolgung (mit Holger Stach, Andreas Beikirch und Lars Teutenberg) - Deutscher Meister – Straßenrennen (Junioren) 1992 - eine Etappe Olympia’s Tour - Deutscher Meister – Zweier-Mannschaftsfahren (mit Andreas Beikirch) 1993 - Bahn-Weltmeisterschaften – Mannschaftsverfolgung (mit Andreas Bach, Guido Fulst und Jens Lehmann) 1998 Gesamtwertung und eine Etappe Tour de Normandie Rund um Düren eine Etappe Rheinland-Pfalz-Rundfahrt eine Etappe Niedersachsen-Rundfahrt | 1999 Route Adélie Gesamtwertung und eine Etappe Niedersachsen-Rundfahrt eine Etappe Argentinien-Rundfahrt eine Etappe Hessen-Rundfahrt eine Etappe Tour de Normandie 2000 Gesamtwertung und eine Etappe Niedersachsen-Rundfahrt Grand Prix EnBW 2001 eine Etappe Rheinland-Pfalz-Rundfahrt eine Etappe Hessen-Rundfahrt 2004 eine Etappe Rheinland-Pfalz-Rundfahrt 2005 Mannschaftszeitfahren Eindhoven 2006 eine Etappe Friedensfahrt |

## Teams
| Fahrer - 1996 Die Continentale-Olympia - 1997 Roslotto-ZG Mobili - 1998–1999 Team Chicky World - 2000–2005 Team Gerolsteiner - 2006 Wiesenhof-Akud - 2007 Team Wiesenhof-Felt | Sportlicher Leiter - 2008–2010 Team CSC / Saxobank - 2011 Team Leopard-Trek - 2011–2012 Nationaltrainer Straße – Männer (Schweiz) - 2012–2018 Katusha - 2022 Bora-hansgrohe |